# Sindrome di Wartenberg
La sindrome di Wartenberg (chiamata anche cheiralgia parestetica) è una mononeuropatia della mano, generalmente causata da intrappolamento, compressione o trauma del ramo superficiale del nervo radiale. L'area interessata è tipicamente sul dorso o sul lato della mano alla base del pollice, vicino alla tabacchiera anatomica, ma può estendersi sul retro del pollice e del dito indice e sul dorso della mano. I sintomi includono intorpidimento, formicolio, bruciore o dolore. Poiché il ramo nervoso è sensoriale, non vi è alcun danno di tipo motorio. Può essere distinta dalla sindrome di de Quervain perché non dipende dal movimento della mano o delle dita.

## Storia
Questa neuropatia fu identificata per la prima volta nel 1932 da Robert Wartenberg, un medico di origine bielorussa prima responsabile della clinica neurologica di Friburgo, quindi professore di neurologia presso l'Università della California.

## Cause
La causa più comune si ritiene sia la compressione a livello del polso, in particolare nel punto in cui il nervo radiale passa dai piani muscolari profondi in posizione più superficiale, nel piano sottocutaneo. La compressione può essere dovuta ad un braccialetto o un cinturino eccessivamente aderente (da qui il talvolta il nome di "neuropatia da polso") oppure all'uso di manette (altro riferimento gergale è appunto "neuropatia delle manette". In casi più rari la sindrome sembra possa essere causata da interventi terapeutici (iniezione locale di steroidi) o chirurgici nell'area del polso che possono comportare una lesione del nervo: fra questi interventi possono rientrare anche quelli eseguiti per risolvere altre sindromi, come quella di de Quervain. In alcuni casi, una volta escluse possibili cause di compressione, la sindrome sembra associarsi al diabete mellito.
Studi recenti si sono concentrati soprattutto sulla possibilità che la lesione derivi dalla applicazione troppo stretta di manette, per le possibili implicazioni di responsabilità legale. Tuttavia questi studi sono stati ostacolati da difficoltà oggettive di follow-up, in quanto una grande percentuale dei partecipanti allo studio si trovava in stato di intossicazione quando era stata ammanettata.
Il meccanismo fisiopatologico preciso è a tutt’oggi sconosciuto, in quanto non è chiaro se la pressione diretta da parte dell'elemento costrittivo sia la sola responsabile o se possa entrare in gioco anche una condizione di edema associato alla causa scatenante.

## Segni e sintomi
I soggetti affetti da sindrome di Wartenberg si lamentano principalmente di intorpidimento, parestesia, sensazione urente e dolore nell'area del polso. Caratteristicamente i sintomi tendono a peggiorare ogni qualvolta sull'area interessata viene esercitata un'ulteriore pressione sulla zona (ad esempio quando si indossano bracciali o orologi eccessivamente stretti), così come quando il paziente effettua movimenti di flessione e pronazione del polso.
I sintomi di solito in genere si risolvono da soli nell’arco di alcuni mesi, quando è possibile rimuovere la causa della restrizione.

## Diagnosi
La diagnosi della condizione è clinica. È spesso presente un Tinel test positivo nel punto in cui viene ad emergere la branca sensitiva del nervo radiale.
Nei casi dubbi può essere tentata, nella sede della compressione, una infiltrazione di anestetico a scopo diagnostico; nel caso di sindrome di Wartenberg la procedura può dare la scomparsa della sintomatologia. È possibile richiedere a completamento diagnostico una elettromiografia (EMG) che però spesso è scarsamente indicativa.

## Trattamento
In una fase iniziale il paziente deve essere trattato in modo conservativo. In particolare il medico cerca di risolvere il processo infiammatorio e l'edema ad esso associato con i farmaci antinfiammatori non steroidei (FANS). Viene spesso prescritto l'utilizzo di un tutore ortopedico per mettere a riposo l'articolazione. Il ricorso ad infiltrazioni di cortisone o altri steroidi è piuttosto comune ma è stato contestato. È possibile anche il ricorso alla terapia laser ma l'efficacia dell'intervento è dubbia.
Se la risposta del paziente ai precedenti trattamenti non ha dato esito positivo, è possibile procedere con la decompressione chirurgica.
Nonostante ciò il paziente può andare incontro ad un danno permanente.